# Poussy-la-Campagne
Poussy-la-Campagne é uma ex-comuna francesa na região administrativa da Normandia, no departamento de Calvados. Estendeu-se por uma área de 4,09 km². Em 2010 a comuna tinha 94 habitantes (densidade: 23 hab./km²).
Em 1 de janeiro de 2017 foi fundida com as comunas de Airan, Billy, Conteville e Fierville-Bray para a criação da nova comuna de Valambray.